# Sepherot Foundation

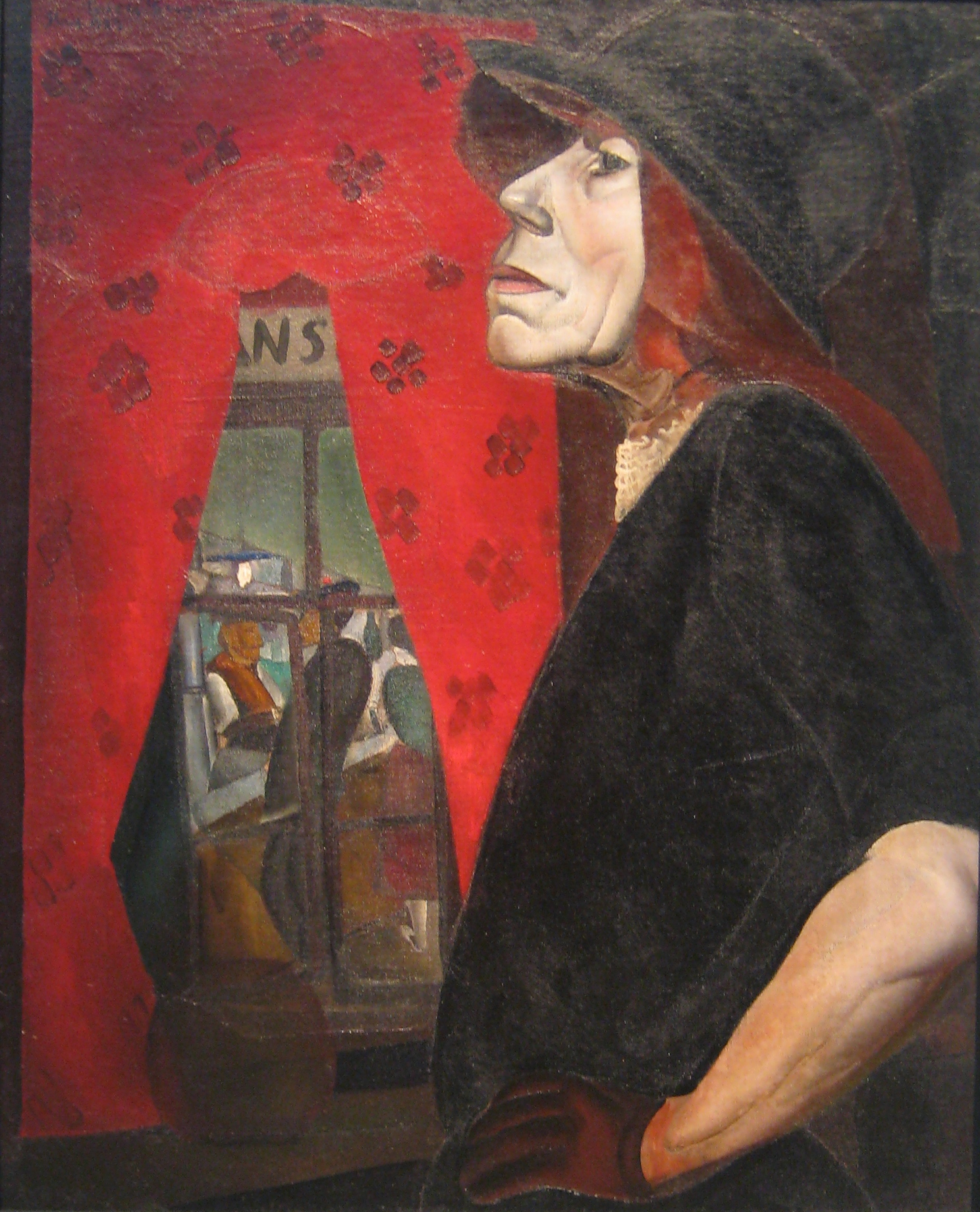
Борис Григорьев. «Марсельская шлюха». Картина из собрания Фонда

Фонд Sepherot Foundation, Лихтенштейн — базирующаяся в Швейцарии организация, занимающаяся коллекционированием русского и советского искусства.

## Название
Не является аббревиатурой. «Сефирот» (sephiroth, через «i», а не «e») — слово в иврите, обозначающее в каббале элементы Древа жизни.

## Коллекция
Собрание фонда посвящено русской живописи периода конца XVII — XX вв. В него входит коллекции миниатюры, а также живопись всех периодов русского искусства: академической живописи XVIII-XIX вв., отечественной живописи первой половины XX века, авангарда, русского зарубежья, советского нонконформизма и актуального русского искусства. Кроме того, есть и советская фотография.
Своей задачей фонд считает собирание рассеянных по миру шедевров русской живописи. Это работы, созданные в заграничных путешествиях, а также вывезенные эмигрантами из России.
«Так SEPHEROT Foundation вносит свой небольшой вклад в собирание культурного художественного наследия России, когда-то утраченного, восстанавливает место многих работ и имен в истории русского искусства, возвращая их зрителю и научному сообществу».
Ольга Кабанова («Ведомости») пишет: «Зарегистрированный в Лихтенштейне Sepherot Foundation обладает незаурядной коллекцией русского искусства и активно её демонстрирует».

## Владельцы
Официальный сайт говорит от лица неназванных «Учредителей Фонда». Анна Толстова, арт-критик «Коммерсанта», пишет о фонде, принадлежащем «некоему сохраняющему инкогнито коллекционеру». Также она выдвигает предположения о его интересах:

Чувствуешь себя как Али-Баба в пещере, где свалены скопом всяческие сокровища. Зато этот скоп, кажется, представляет собой точный портрет неведомого коллекционера — владельца Sepherot Foundation. Лихтенштейнский фонд специализируется на собирании русского искусства конца XVII — начала XXI века, то есть интересы у него — как у крупного национального музея, а финансовых возможностей, судя по выставленной фотографической коллекции, куда больше, и коллекционирование идет стахановскими темпами.
 Sepherot, появившийся на российском горизонте пару лет назад, участвует теперь чуть ли не в каждой крупной музейной выставке Москвы и Петербурга: Борис Григорьев, Константин Коровин, Александр Родченко, русская портретная миниатюра… В ближайших планах фонда — большая выставка к 100-летию ГМИИ имени Пушкина, показ живописи и графики Казимира Малевича и его ближайших учеников Николая Суетина и Ильи Чашника в Третьяковке, участие в ретроспективе Александра Родченко на одной из самых престижных частных выставочных площадок Германии — в гамбургском Bucerius Kunst Forum. И это, видимо, еще не все явленные миру стратегические запасы Sepherot. 
Глядя на такое разнообразие, совсем не веришь, что кто-то тут охотится за предметами своей индивидуальной коллекционерской страсти. Скорее подумаешь, будто некая уполномоченная организация планомерно осуществляет программу зарубежных госзакупок русского искусства. Госпожа Дегтярева говорит, что фотографическое собрание фонда составлялось на Западе: что-то куплено у тамошних коллекционеров, что-то — у наследников фотографов, отбывших с архивами за границу, что-то — на аукционах. Приятно все же, что какая-то часть бегущих из России капиталов вкладывается в не только материальные ценности.

Газета «Ведомости», ссылаясь на художественную и околохудожественную общественность, высказывает предположение, что за фондом может стоять коллекционер Александр Смузиков.

## Выставки
- «Русская портретная миниатюра XVII—XIX вв. SEPHEROT Foundation, Лихтенштейн», ГИМ, 2010—2011 гг.
- «А.Родченко. Фотография. SEPHEROT Foundation, Лихтенштейн», ГТГ, 2011. Включала реконструкцию рабочего клуба А.Родченко, и переданного в Государственную Третьяковскую Галерею усилиями Фонда.
- «Народная стройка СССР. Советская фотография 1920-1960-х годов из собрания Sepherot Foundation», ArtPlay, 2012
- «…Нас будет трое...». Малевич. Чашник. Суетин. Живопись и графика из коллекции SEPHEROT Foundation, ГТГ, 06 сентября - 25 ноября 2012 года[5]

участие в выставках отдельными вещами:
- «Борис Григорьев» (ГТГ, 2011), «Константин Коровин» (ГТГ, 2012)

Ответственная за выставочную деятельность фонда Sepherot в России — Анастасия Дегтярева

## Издания
- Русская портретная миниатюра конца XVII—XIX века. Каталог собрания. Вадуц, 2010. ISBN 5-900345-44-8 (ошибоч.)
- История России в портретах. Частное собрание русской миниатюры конца XVII—XIX века. Сост. Сергей Подстаницкий. Арт-Бридж, 2010. ISBN 5-900395-49-9